# 荒木さくら
荒木 さくら（あらき さくら）は、NHKのアナウンサー。

## 人物
神奈川県生まれ。出身地（生育地）は東京都。父がペルー出身であり、自身もスペイン語が話せる。上智大学外国語学部イスパニア語学科卒業後、2019年にNHKに入局。初任地は沖縄放送局。

## 嗜好・挿話
- 趣味は踊ること（ダンス（ヒップホップ・ジャズ・サルサ））[3]・ことばを学ぶこと（日本語・英語・スペイン語・朝鮮語を話すことができる）・ラジオを聴くこと[4]。

## 現在の出演番組
- サタデーウオッチ9（2023年4月8日 - ） - リポーター[5][6]
- 音の風景（ナレーション：2024年4月 - ）
- ニュース645（2024年4月6日 - ） - 土曜担当（隔週担当）

## 過去の出演番組
沖縄放送局時代（2019年度 - 2022年度）
- “ひめゆりの声”を届けたい　～戦後75年 生まれ変わる資料館～（沖縄：2020年6月26日、（再）6月28日。九州・沖縄：2020年7月4日、（再）7月11日）[7]
- 沖縄金曜クルーズ きんくる（2021年4月9日 - 2023年3月1日）  - MC
- うちなーであそぼSP さぁたぁとうちなー大冒険（沖縄：2021年4月13日。九州・沖縄：2022年5月5日）  - さくらねーねー（MC）[8][9]
- 沖縄県のニュース・中継・リポート
- 沖縄熱中倶楽部（交替で担当）（R1、九州沖縄地方）[10]
- 九州沖縄のニュース（平日15時台ブロック枠）（2022年1月5日、2023年2月1日・応援派遣要員） - 福岡局より
- ニュース845福岡（2022年1月5日、2023年2月1日・応援派遣要員）
- はっけんTV
  - 「沖縄本土復帰50年 #復帰検定」（2022年4月26日） - 福岡局より
- はっけんラジオ - 福岡局より
  - 「健康講座・薬が足りない」（2022年1月5日）
  - 「健康講座・風邪ひいたら風呂厳禁?昭和の常識再考」（2023年2月1日）
- ラジオニュース（九州沖縄、R1・FM）の泊まり勤務担当（2022年1月6日 - 2022年1月7日、2023年2月2日 - 2月3日・応援派遣要員）[注釈 1]

東京アナウンス室時代（2023年度 - ）
- 首都圏ネットワーク（2023年4月4日 - 2024年3月） - リポーター
- 首都圏ニュース845（2023年5月13日 - 2024年3月） - キャスター（安藤佳祐、押尾駿吾、佐藤龍文らと交替）
- さわやか自然百景（2023年8月20日「草津白根山 山麓の湿地群」、2024年4月28日「東京 多摩川水系 浅川」） - ナレーション
- 全国戦没者追悼式　進行（2024年8月15日）